# Кремень Анатолій Степанович
Анатолій Степанович Кремень (8 березня 1929, село Любин, тепер Пуховицького району Мінської області, Республіка Білорусь) — радянський білоруський діяч, новатор виробництва. Кандидат у члени ЦК КПРС у 1966—1971 роках. Депутат Верховної Ради Білоруської РСР 6—7-го скликань.  Герой Соціалістичної Праці (15.02.1964).

## Життєпис
Народився в селянській родині. До 1941 року закінчив чотири класи початкової школи. З 1945 по 1946 рік — учень школи фабрично-заводського навчання № 23 в Мінську, здобув спеціальність слюсаря-механіка з монтажу, обладнання та ремонту будівельних машин.
У 1946—1947 роках — слюсар промислового комбінату тресту № 2 Головного управління промислового будівництва («Головпромбуду») при Раді Міністрів Білоруської РСР, брав участь в будівництві Мінського тракторного заводу. Без відриву від виробництва закінчив у 1947 році курси машиністів екскаватора, ще через два роки закінчив автошколу.
У 1947—1953 роках працював машиністом екскаватора на будівництвах Мінська, а з 1953 року — міста Вітебська. Продовжив працювати машиністом екскаватора в будівельних організаціях міста, а з 1957 року — в новоствореному Вітебському будівельному тресті № 9 Головного управління будівництва при Раді міністрів Білоруської РСР.
З 1958 року по комсомольській путівці відправлений на будівництво Новополоцького нафтопереробного заводу. Працював екскаваторником управління механізації № 141 будівельного тресту № 16 об'єднання «Нафтобуд» Міністерства будівництва Білоруської РСР.
Член КПРС з 1961 року.
Указом Президії Верховної Ради СРСР від 15 лютого 1964 року за самовіддану працю і видатні виробничі успіхи, досягнуті при будівництві Полоцького нафтопереробного заводу, Кременю Анатолію Степановичу присвоєно звання Героя Соціалістичної Праці з врученням ордена Леніна і золотої медалі «Серп і молот».
У 1964 році закінчив 8 класів середньої школи робітничої молоді. З 1964 року навчався на вечірньому відділенні Полоцького (Новополоцького) нафтового технікуму. Після закінчення технікуму здобув кваліфікацію техніка-механіка.
З 1969 року — механік дільниці малої механізації № 141 будівельного тресту № 16 об'єднання «Нафтобуд» міста Новополоцька.
У 1974 році закінчив Заочну вищу партійну школу при ЦК КПРС.
Очолював партійну організацію дільниці малої механізації № 141, продовжував працювати механіком. 
З 1994 року — персональний пенсіонер у місті Полоцьку, а потім у Новополоцьку Вітебської області.

## Нагороди і відзнаки
- Герой Соціалістичної Праці (15.02.1964)
- орден Леніна (15.02.1964)
- орден Трудового Червоного Прапора (5.04.1971)
- медалі
- Почесна грамота Президії Верховної Ради Білоруської РСР (27.06.1963)
- Почесна грамота Національних зборів Республіки Білорусь
- Заслужений будівельник Білоруської РСР (27.06.1963)
- Почесний громадянин міста Новополоцька Вітебської області (2013)